# عباس رحيم
عباس رحيم زاير من مواليد 1977م، وبدأ مشواره مع كرة القدم في الأزقة والشوارع قبل أن ينضم لفريق شباب نادي النفط بإشراف المدرب عصام الشيخ، ثم انتقل لفريق شباب نادي الصليخ وبعد موسم واحد ضمه المدرب لفريق النادي الأول، ونتيجة لما قدمه من أداء تمت دعوته لتمثيل منتخب الشباب .
في موسم 95-1996 انضم لنادي الكرخ بإشراف المدرب الراحل عمو بابا ثم كريم فرحان وهادي مطنش ومثله في الموسم التالي أيضا مع الكابتن داود العزاوي ثم عبد الإله عبد الحميد، وفي موسم 97-1998 التحق بفريق نادي الشرطة مع المدرب عبد الإله عبد الحميد وحصل مع الفريق على بطولة الدوري، وعاد في موسم 98-1999 للعب لنادي الكرخ بإشراف المدرب ثائر جسام وأحرز المركز الثاني في لائحة هدافي الدوري بعد أن سجل سبعة عشر هدفا وهذا ما جعل إدارة الزوراء تضمه لصفوف فريقها في موسم 99-2000 بإشراف المدرب عدنان حمد وواصل تمثيل الزوراء في الموسم التالي قبل أن يعود لنادي الشرطة مع المدرب احمد راضي في موسم 2001-2002 ومثله لأربعة مواسم متتالية مع المدربين ياسين عمال وباسم قاسم ويونس عبد علي وصالح راضي، وفي عام 2006 طرق باب الاحتراف الخارجي مع نادي الجيش السوري. تعاقد مع نادي الجهراء الكويتي في نهاية تموز 2003 بمبلغ 67 ألف دولار وراتب شهري مقداره 1600 دولار ليكون أول عراقي يحترف في الملاعب الكويتية بعد الغزو العراقي للكويت عام 1990 لكن النادي أضطر لفسخ عقده بعد أيام قلائل لأسباب سياسية وهي نفس الأسباب التي أدت لإلغاء فكرة احترافه مع نادي الكويت في نفس العام، كما كان هناك عرض احترافي له من النادي الرياضي الصفاقسي في مطلع الألفية الجديدة لكن عدي صدام حسين رفض السماح له بالاحتراف هناك.

## رحلته مع المنتخبات الوطنية
لعب لمنتخب الشباب في بطولة راجيف غاندي للشباب التي أقيمت في كلكتا مطلع آيار 1998 مع المدرب ناجح حمود وساهم في إحراز الفريق لكأس البطولة بعد أن سجل هدف الفوز في المباراة النهائية، وفي نفس العام مثل الفريق في تصفيات بطولة شباب أسيا التي أقيمت في بغداد وأحرز فيها الفريق العراقي المركز الأول مع المدرب ناجح حمود، كما مثل الفريق في نهائيات البطولة التي أقيمت في تايلاند خلال تشرين الأول 1998 مع المدربين ناجح حمود والمقدوني زوران. استدعي للمنتخب الوطني عام 1999 من قبل الكابتن ناجح حمود ولعب مباراته الدولية الأولى أمام منتخب الأردن يوم 13 نيسان 1999 في المباراة الودية التي أقيمت على ملعب الشعب الدولي وانتهت لصالح منتخب العرق الوطني بهدفين مقابل لاشيء ويومها سجل عباس الهدف الأول لمنتخبنا الوطني وهو أول أهدافه الدولية . في تموز من عام 1999 مثل المنتخب الأولمبي في تصفيات أولمبياد سدني بإشراف المدرب نزار أشرف، وكان ضمن التشكيلة التي مثلت العراق في بطولة دورة الألعاب العربية التاسعة في عمان عام 1999 مع الكابتن ناجح حمود وأحرز فريقنا المركز الثاني بعد خسارته أمام الأردن بفارق الركلات الترجيحية ويومها تقدم الأردنيون بأربعة أهداف نظيفة قبل أن يستأسد عباس رحيم وزملائه ويسجلوا أربعة أهداف متتالية في مرمى الفريق الأردني في مباراة لا تنسى، وفي تشرين الثاني 1999 كان ضمن المنتخب الوطني الذي شارك في بطولة الصداقة الدولية في الإمارات . وكان ضمن تشكيلة المنتخب العراقي الذي شارك في بطولة كأس أمم آسيا الثانية عشرة التي أقيمت في لبنان خلال تشرين الأول 2000 بإشراف المدرب الصربي ميلان، ومثل العراق في تصفيات كأس العالم التي أقيمت عام 2001 في بغداد وآلماتا الكازاخستانية وأحرز منتخبنا المركز الأول فيها مع المدرب عدنان حمد، كما مثل الفريق في مباريات الدور الحاسم لتصفيات المونديال التي أقيمت بطريقة الذهاب والإياب، وفي عام 2002 مثل الفريق العراقي الذي أحرز بطولة غرب آسيا الثانية التي أقيمت في دمشق مع المدرب عدنان حمد, ثم مثل منتخبنا الوطني الذي أحرز المركز الثاني في بطولةLG الدولية في طهران في آب 2003 مع الألماني ستانج، بعدها مثل المنتخب الوطني في تصفيات بطولة أمم آسيا الثالثة عشرة التي أقيمت في كوالالامبور والمنامة عام 2003 وأحرز المركز الأول مع المدرب الألماني ستانج .

## معاناة اللاعب مع النظام العراقي السابق
تعرض اللاعب للاعتقال من قبل السلطات العراقية ثلاث مرات، الأولى كانت عام 1998 بعد المستوى المتواضع لمنتخب الشباب في نهائيات بطولة شباب آسيا في تايلاند خلال تشرين الأول من ذلك العام وخسارته في مبارياته الأربعة أمام قطر واليابان وكوريا الجنوبية والصين حيث تم أعتقل مع جميع أعضاء الوفد وحجزوا في الرضوانية لمدة عشرة أيام، والثانية عام 2001 بعد إضاعته ركلة جزاء ترجيحية في مباراة نادي الزوراء الفاصلة أمام نادي الوحدة الإماراتي في النسخة الحادية والعشرون لبطولة أندية آسيا حيث قضى ثلاثة أسابيع في الحجز، والمرة الثالثة كانت بعد انتخابات اللجنة الأولمبية الوطنية العراقية لعدم انتخابه عدي بن أبيه حيث تم حجزه لمدة شهر كامل .

## زميل مهنة
بعد اعتزاله أتجه لإكمال دراسته وحصل على شهادة الدراسة الإعدادية ثم دخل كلية الإعلام وحصل على درجة البكالوريوس في الإعلام وعمل محررا في أكثر من جريدة ومجلة، كما أختير رئيسا للأكاديمية الكروية النموذجية العراقية.

## عالم التدريب
بعد أن غادر ملاعب الملاعب مجبرا بسبب الإصابة كانت لديه الرغبة لولوج عالم التدريب حيث دخل دورة تدريبية أقامها الاتحاد العراقي لكرة القدم بإشراف الدكتور كاظم الربيعي، ثم حصل على شهادة التدريب الآسيوية c بتفوق، وشارك في الدورة الأولى لإعداد المدربين التي أقامها الاتحاد الآسيوي لكرة القدم في الدوحة ونال المركز الأول بجدارة، ثم شارك في دورة إعداد المدربين الآسيوية الثانية في ماليزيا عام 2007 التي أقيمت بإشراف الاتحاد الآسيوي لكرة القدم واجتازها بنجاح ليدخل قائمة مدربي الرؤيا الآسيوية . في نيسان من هذا العام أشرف على تدريب فريق نادي صلاح الدين أحد فرق الدوري الممتاز.